# Virginie Viard
Virginie Viard, es una estilista francesa

## Biografía
Comenzó siendo directora de estilismo del estudio Chanel, y mano derecha del diseñador Karl Lagerfeld
Fue nombrada directora artística de la casa de alta costura Chanel en Paris el 19 de febrero de 2019 
a raíz de la muerte de Karl Lagerfeld.